# Мамардашвили, Мераб Константинович
Мера́б Константи́нович Мамардашви́ли (груз. მერაბ კონსტანტინეს ძე მამარდაშვილი; 15 сентября 1930, Гори, Грузинская ССР, СССР — 25 ноября 1990, Москва, СССР) — советский философ. Доктор философских наук (1970), профессор (1972). Профессор МГУ.

## Биография
Родился в грузинской семье. Отец — кадровый военнослужащий Константин Николаевич Мамардашвили (ум. 1970), мать — Ксения Платоновна, происходила из старинного грузинского аристократического рода Гарсеванишвили. Своей малой родиной М. К. Мамардашвили считал Лечхуми. С детства он свободно говорил на грузинском, русском и английском языках, а впоследствии самостоятельно овладел немецким, французским, итальянским и испанским языками, также мог изъясняться по-гречески и по-чешски.
Детство до начала Великой Отечественной войны провёл в украинском городе Виннице, где служил его отец, там Мераб пошёл в первый класс; до того семья пребывала в Ленинграде, где в 1934—1938 годах в Военно-политической академии учился глава семейства, а после того — в Киеве. После начала войны Константин Николаевич ушёл на фронт, а семья была эвакуирована в Тбилиси. Здесь М. К. Мамардашвили учился в 14-й средней школе и окончил её в 1949 году с золотой медалью. Поступил на философский факультет Московского государственного университета, который окончил в 1954 году. Ко времени поступления в университет относится начало дружбы М. К. Мамардашвили с Эрнстом Неизвестным.
В начале 1950-х годов в Москве прошёл ряд острых дискуссий по актуальным вопросам философии, связанных со смертью И. В. Сталина. На философском факультете МГУ появился ряд неформальных групп, сыгравших важную роль в развитии философской мысли в СССР, в том числе т. н. группы гносеологов (Э. В. Ильенков, В. И. Коровиков и др.) и Московского логического (позднее методологического) кружка (А. А. Зиновьев, Б. А. Грушин, М. К. Мамардашвили, Г. П. Щедровицкий и др.). М. Мамардашвили был одним из основателей Московского логического кружка.
На четвёртом курсе М. К. Мамардашвили провалил экзамен по политической экономии социализма. В газете «Московский университет» от 6 января 1953 года сообщалось: «Отличник Мамардашвили не смог правильно разобраться в вопросе о двойственной природе крестьянского хозяйства». Уже во время учёбы в университете его интересует человеческое сознание; природа мышления — сквозная тема его философии. Под руководством Т. И. Ойзермана он защитил дипломную работу «Проблема исторического и логического в „Капитале“ Маркса».
В мае 1954 года прошла дискуссия по «Гносеологическим тезисам» Ильенкова и Коровикова. Происходит окончательное формирование кружка «диалектических станковистов» (А. А. Зиновьев, Б. А. Грушин, Г. П. Щедровицкий, М. К. Мамардашвили).
В 1954—1957 годах учился в аспирантуре МГУ, в те же годы участвовал в работе логико-методологического семинара под руководством А. А. Зиновьева.
После окончания аспирантуры — редактор-консультант в журнале «Вопросы философии», где была опубликована его первая статья «Процессы анализа и синтеза» (1958). В 1961 году в Институте философии АН СССР защитил диссертацию на соискание учёной степени кандидата философских наук по теме «К критике гегелевского учения о формах познания». Тогда же он вступил в члены КПСС.
В 1961 году Международный отдел ЦК КПСС направил Мамардашвили в Прагу на работу в журнал «Проблемы мира и социализма», где он — заведующий отделом критики и библиографии (1961—1966); об этом периоде своей жизни философ поведал в одном из своих многочисленных интервью времён перестройки). К тому времени относится прочтение им цикла романов М. Пруста «В поисках утраченного времени», сыгравшего значительную роль в его дальнейшем творчестве. Он ездил в служебные командировки в Италию, ФРГ, ГДР, на Кипр. Затем последовал отказ в продлении командировки в Париж, Мамардашвили был отозван в Москву, став на несколько лет «невыездным».
Мамардашвили работал в научно-исследовательских институтах Москвы, в том числе в 1966—1969 годах заведовал отделом в Институте международного рабочего движения АН СССР вместе с такими философами, как П. П. Гайденко, Ю. Н. Давыдов, Э. Ю. Соловьев, А. П. Огурцов. В 1968—1974 гг. заместитель главного редактора журнала «Вопросы философии» И. Т. Фролова, — по приглашению последнего. В то же время читал лекции на психологическом факультете МГУ («Проблемы анализа сознания»). К тому времени относится и начало дружбы Мамардашвили с Юрием Сенокосовым и Александром Пятигорским. Также М. К. Мамардашвили читал лекции в Институте кинематографии, на Высших курсах сценаристов и режиссёров, в Институте общей и педагогической психологии АПН СССР, в других городах — в Риге, Вильнюсе, Ростове-на-Дону по приглашению или рекомендации друзей. Эти лекции, или беседы, как он их называл, по большей части записанные им на магнитофон, составили основу его творческого наследия.
В 1970 году в Тбилисском государственном университете защитил диссертацию на соискание учёной степени доктора философских наук по теме «Формы и содержание мышления», через два года ему присвоили звание профессора. В 1970—1971 годах читал лекции для иностранных студентов Института общественных наук при ЦК КПСС.
В августе 1973 года выступил с докладом «Наука и ценности — бесконечное и конечное» на круглом столе по теме «Наука, этика, гуманизм».
В 1976 году выступил с докладом «Обязательность формы» на круглом столе, организованном журналом «Вопросы философии» по теме «Взаимодействие науки и искусства в условиях НТР».
В 1974—1980 годах — старший научный сотрудник в Институте истории естествознания и техники АН СССР. В это время читал лекции по темам:
- «Проблемы анализа сознания» (Институт общей и педагогической психологии АПН СССР)
- «Введение в философию» (1978 −1980) (ВГИК)
- «Современная европейская философия: XX век» (1978−1980) (ВГИК)
- «Лекции по античной философии» (1979—1980) (ВГИК)
- «Философия искусства» (Высшие режиссёрские курсы)
- «Аналитика познавательных форм и онтология сознания» (1979—1980) (Рига, Ростов-на-Дону, Вильнюс).

В 1980 году М. К. Мамардашвили переехал в Грузию в Тбилиси по приглашению директора Института философии АН Грузинской ССР академика Нико Чавчавадзе, работал в этом институте в должности главного научного сотрудника (до 1990 года) и читал лекции и спецкурсы, в том числе о Декарте, Канте, Прусте и феноменологии, в Тбилисском государственном университете, в Союзе аспирантов Грузии, в Театральном институте. Также был научным сотрудником в Институте общей и педагогической психологии. Проводил семинары в Тбилиси, Боржоми и других городах Грузии. Друзья, встречи, беседы — всё это было, как правило, в узком, почти домашнем кругу. Но уже тогда Мамардашвили был философом с мировым именем.
Он вышел с потухшей трубкой, сел в кресло в ближнем углу сцены, внимательно осмотрел присутствующих и повел тихий разговор о вечных метафизических проблемах
В 1981—1982 годах читал курсы лекций:
- по философии Декарта («Картезианские размышления»), изданные в 1993 году и по философии Канта («Кантианские вариации»), изданные в 1997 году (Москва, Институт общей и педагогической психологии АПН СССР; лекции для аспирантов ИОПП и ВНИИ);
- первый курс лекций о Прусте (Тбилисский государственный университет);
- выступления в семинарах и школах Межведомственного совета по проблеме «Сознание», созданного Госкомитетом по науке и технике СССР и Советом Министров СССР.

В 1983 году выступил с докладом на Второй Всесоюзной школе по проблемам понимания сознания («Классический и неклассический идеал рациональности»).
В 1984 году:
- прочёл курс лекций «Опыт физической метафизики» (Вильнюс);
- выпустил в Тбилиси книгу «Классический и неклассический идеал рациональности»;
- прочёл второй курс лекций о Прусте (Тбилисский государственный университет), на основе которых была создана и опубликована книга «Психологическая топология пути: М. Пруст, „В поисках утраченного времени“»;
- выступил с докладом на Третьей Всесоюзной школе по проблемам понимания сознания «Сознание и цивилизация»] (Батуми;
- в феврале выступил с докладом «Литературная критика как акт чтения» на круглом столе по теме «Литература и литературно-художественная критика в контексте философии и обществоведения», организованном журналом «Вопросы философии».

В 1986 году М. К. Мамардашвили выступил в качестве ведущего с советской стороны (участники — Р. А. Быков, Р. А. Медведев и Ю. А. Левада) в телемосте «Москва — Бостон» между МГУ имени М. В. Ломоносова и Университетом Тафтса по теме «Ядерный век. Культура и бомба». Американскую сторону представляли Мартин Шервин (ведущий), Курт Воннегут, Эдгар Доктороу и Роберт Лифтон.
В 1986—1987 годах курс лекций по эстетике мышления (Тбилисский государственный университет) (изданы в книгах «Беседы о мышлении» (1991); «Эстетика мышления», 2000)).
В 1986 году прочёл доклад «Органы онтологии» в Институте философии в Москве.
В 1987 году совершил первый после двадцатилетнего перерыва выезд за рубеж, в Италию. В том же году делал доклады на Четвёртой Всесоюзной школе по проблеме сознания и в Институте философии АН CCCP по теме «Проблема сознания и философское призвание».
В 1987—1990 годах принимал активное участие в политической жизни Грузии, выступал против национализма и экстремизма Звиада Гамсахурдия. В своём интервью «Верю в здравый смысл» 1990 года говорил: «Если мой народ выберет Гамсахурдиа, тогда мне придется пойти против собственного народа в смысле своих взглядов и настроений. Я не хочу в это верить».
В 1988 году:
- принял участие в конференции «Человек Европы» в Париже;
- принял участие в Дортмундской конференции в США;
- в декабре выступил с докладом «Феноменология — сопутствующий момент всякой философии» на круглом столе «Феноменология и её роль в современной философии».

В апреле 1989 года перенёс инфаркт. В ноябре прочёл курс лекций в Париже.
В 1990 году принял участие в Кавказско-Среднеазиатской конференции в Лондоне и провел лекционное турне по США. В том же году вошёл в первый состав редакционной коллегии журнала "Человек".
Умер 25 ноября 1990 года от сердечного приступа в терминале аэропорта «Внуково», направляясь в Тбилиси для участия в заключительном туре кампании по выборам президента Грузии. К тому времени он был основным противником Звиада Гамсахурдия, позднее победившего на президентских выборах. Похоронен в Тбилиси на Сабурталинском кладбище, рядом с могилой отца.

### Семья
Жена — Нина Филипповна, урождённая Мордасова, преподаватель математики, программист.
Дочь Елена (род. 1959).

## Взгляды
Смысл жизни Мамардашвили, как и многие философы со времени Аристотеля, усматривал в самореализации, в том, чтобы «исполниться в качестве Человека». В качестве образного объяснения того, что он имеет в виду, он использует библейскую фразу о человеке как «образе и подобии Божием», однако использует он её символически, в гуманистическом духе (выдвигая на первый план, как и Кант, «достоинство человека»). Мамардашвили описывает человека как «существо, возникновение которого непрерывно возобновляется» (аутопоэзис). Человеку, по его мнению, свойственно чувствовать себя «уникальным, незаменимым, нелишним». «Роковой ошибкой» мышления он называет отождествление реального положения дел с «ходячим идеалом». Природу социального зла Мамардашвили усматривал в инфантилизме как «неразвитости общественной материи».
Понимание его «живой философии» требует от читателя работы над собой. Это во многом предстаёт в посмертной «расшифровке» его идей, которые представлены в аудиозаписях лекций, в интервью для журналов и телевидения, в докладах на различных конференциях и круглых столах.
Своё философствование М. К. Мамардашвили иногда называл «сократическим», имея в виду не только диалогичность, но и то, что он не оставил письменного наследия. В то время он читал много лекций (в том числе о Р. Декарте, И. Канте, М. Прусте, проблемах понимания сознания и др.) в университетах Советского Союза (Москва, Ростов-на-Дону, Тбилиси, Рига, Вильнюс) и за рубежом (Франция, Германия, США). При жизни его работы почти не публиковались «по идеологическим соображениям», во многом в этой связи он и писал сравнительно мало.

### Определение философии
Как философ Мамардашвили настаивает на том, что имеется «реальная философия» и имеются философские системы. Реальная философия — это те проблемы, которыми занимается философия, перечисленные в определениях ниже.
Философия — это:
- «сознание вслух»[30];
- акт, который состоит в узнавании того, что есть на самом деле; философия — это часть нашей жизни, наша способность устанавливать то, что происходит на самом деле, в том числе и в отношении того, что мы чувствуем. Другими словами, философия позволяет нам понять, какими будут наши чувства после того, как мы установили, что наши чувства означают на самом деле (из «Лекций о Прусте»);
- одно из орудий самоконструирования человека. По Мамардашвили, человек — это внеприродная, сверхприродная сущность, которая к природным силам не сводится и, соответственно, не может быть выражена в терминах сил природы. Главное — что человек саморазвивается, и природа ему для этого не нужна. Природа является предметом его деятельности;
- учение о бытии как объяснение того, почему мир именно таков, почему существует человек, почему существует именно такое отношение между человеком и миром;
- учение о мышлении: Мамардашвили исходит из тождества бытия и мышления. Поскольку человек — мыслящее существо, а бытие — это то, где находится и действует мыслящее существо, то никакого различия нет, бытие — это существование мыслящего человека;
- учение о тайне бытия: основная тайна бытия — это совесть, наличие этических отношений; поэтому различение добра и зла составляет ядро философии;
- учение о свободе и её условиях;
- гигиена, которая нужна при понимании незнания, как способ, позволяющий человеку в условиях колоссального давления окружающего его незнания не поддаться ему и не сойти с ума;
- «машина переживания» как схематизм объяснения смысла;
- философия как учение о вечных проблемах: в этом смысле предметом философии является она сама.

## Критика
В романе Александра Зиновьева «Зияющие высоты» Мераб Мамардашвили изображён сатирически в образе Мыслителя.
Политические взгляды Мамардашвили вызывали разные оценки. Так, кандидат философских наук Ю. В. Пущаев считает, что:

Основная проблематика вильнюсских лекций Мамардашвили состоит в неотъемлемой включенности сознания в социально-исторический порядок, а также в понимании сознания как необходимого условия этого порядка, поскольку для автора как феноменолога «из социальных и исторических явлений … неустраним элемент сознания» <…> Однако идею представленности в таком смысловом контексте вряд ли примет носитель религиозного сознания.

## Память
26 мая 2000 года, в День независимости Грузии, в Тбилиси на проспекте Руставели был открыт памятник М. К. Мамардашвили работы Эрнста Неизвестного. В 2001 году М. К. Мамардашвили поставили памятник в Тбилиси. Портрет-памятник был заказан правительством страны. Фактически это дар Грузии в память о друге от скульптора Эрнста Неизвестного.
В 2010 году при въезде в Гори была установлена стела со скульптурным портретом М. К. Мамардашвили.
Учреждён Фонд философских и междисциплинарных исследований имени М. К. Мамардашвили, который ежегодно начиная с 1992 года проводит философские чтения.

## Основные работы
- 1968 — выход в свет первой монографии «Формы и содержание мышления. (К критике гегелевского учения о формах познания)».
- 1971 — «Три беседы по метатеории сознания: Краткое введение в учение виджнянавады]» (в соавторстве с Пятигорским), опубликованные в университете Тарту.
- 1973—1974 — работа с Пятигорским над «Символом и сознанием». В 1974 году Пятигорский эмигрировал в Лондон. Книга опубликована в Иерусалиме в 1982 году.
- 1977 — рукопись «Набросок естественно-исторической гносеологии», впоследствии названная «Стрела познания».

## Документальные фильмы
- «Сократ на дуэли» (реж. Тамара Дуларидзе)
- «В ответе ль зрячий за слепца?» (реж. В. Бондарев, 1987)
- «Путь домой» (реж. Николай Дроздов. 1990)
- «Время Мераба» (реж. Олеся Фокина, 1993)
- «Грузинский Кант» (реж. Ольга Роленгоф, 2005)
- «Мераб Мамардашвили» (реж. Валерий Балаян. ГТРК «Культура», проект «Острова», 2005)
- «Истина дороже родины» (вед. Николай Солодников, выпуск #ещёнепознер, 2020)